# Список крылатых латинских выражений
Список крылатых латинских выражений — краткий перечень (список) популярных латинских устойчивых выражений.
Список состоит из устойчивых латинских выражений (крылатых слов, пословиц и поговорок). Оформление списка, в соответствии с латинским алфавитом:
- В квадратные скобки заключены слова, которые отсутствуют в исходном тексте, но подразумеваются по смыслу.
- В круглых скобках даны пояснения.
- Варианты перевода отделяются точкой с запятой ( ; ).
- Сокращение в начале перевода обозначает отрасль знаний, где преимущественно используется крылатая фраза (кроме «букв.», означающего буквальный перевод).
- Сноска вида [1]:15 указывает страницу 15 в источнике [1].

## A

### A (предлог)
A caelo usque ad centrum — От небес до центра Земли.
A capillo usque ad ungues — От волос на голове до ногтей на пальцах ног (с ног до головы).
A capite ad calcem — С головы до пят; букв. С головы до ног:9.
A casu ad casum — От случая к случаю.
A contrario — От противного; Ради противопоставления; Из противоположного; Наоборот:9.
A dato — экон. Со дня подписи:9.
A die — С этого дня.
A fortiori — лог. Тем более; И подавно:42.
A limine — С порога; Сразу же; Немедленно:47.
A majore ad minus — [В заключение] по большему о меньшем.
A mari usque ad mare — От моря до моря (национальный девиз Канады, взятый из 71-го библейского псалма: «Он будет обладать от моря до моря и от реки до концов земли»).
A maximis ad minima — От большего к меньшему; От большого к малому:15.
A mensa et toro — От стола и ложа (юридическая формула развода).
A nativitate — От рождения.
A nescire ad non esse — От незнания к несуществованию (логическое суждение, ошибочно отвергающее существование того, о чём ничего не известно):57.
A novo — Снова.
A parte — [Реплика] в сторону.
A pedibus usque ad caput — С ног до головы.
A posse ad esse — От того, что возможно, к тому, что [действительно] существует; От возможного к реальному:17.
A posse ad esse non valet consequential — По возможному ещё не следует заключать о действительном.
A posteriori — На основании (исходя из) опыта; На основании опыта; Из опыта; По опыту:18.
A potentia ad actum — От возможного к действительному.
A potiori — На основании преобладающего.
A potiori fit denominatio — лог. Наименование даётся по преобладающему признаку:60.
A prima facie — На первый взгляд.
A priori — До и вне всякого опыта; Заранее; Изначально; Априорно; Независимо от опыта:18.
A probis probari, ab improbis improbari aequa laus est — Одинаково почётны и похвала достойных людей, и осуждение недостойных.
A realibus ad realiora — От реального к реальнейшему (лозунг символизма).
A sacris — [Отринутый] от святыни.
A tuo lare incipe — Начинай [разговор] со своего очага:572.

### Ab-Ac
Ab absurdo — От нелепого (доказывать, рассуждать и т. п.).
Ab aeterno — С начала времён, давным-давно.
Ab antiquo — Исстари, издревле.
Ab equis ad asinos — Из коня в осла (из князи в грязи ).
Ab esse ad posse valet consequentia — По действительному заключению о возможном.
Ab exterioribus ad interiora — От внешнего к внутреннему.
Ab extra — Снаружи:7.
Ab hinc — От настоящего времени.
Ab hoc et ab hac — Кстати и некстати (с одного на другое).
Ab hodierno — С сего числа; От нынешнего дня:7.
Ab hoedis scindere oves — Отделять овец от козлищ:7.
Ab igne ignem — От огня огонь.
Ab imis unguibus ad verticem summum — От кончиков ногтей до самой макушки.
Ab imo pectore — С полной откровенностью.
Ab inconvenienti — Из несогласия; Из нужды:7.
Ab incunabulis — С пелёнок; С колыбели:7.
Ab initio — С начала:7.
Ab initio nullum, semper nullum — Из ничего ничего и не выйдет.
Ab intestato — Без завещания.
Ab irato — Во гневе (со зла).
Ab Jove principium — С Юпитера — создателя.
Ab origine — С начала (при возникновении); С самого начала:7.
Ab ovo — С яйца; От яйца; С самого начала:8.
Ab ovo usque ad mala — От яйца до яблок; С начала до конца:8.
Ab posse ad esse consequentia (illatio) non valet — По возможному ещё не следует заключать о действительном.
Ab uno disce omnes — По одному узнавай (суди) о других [похожих]; Одним учи всех:8. Относится к ситуациям, в которых один пример указывает на нечто общее или универсальное.
Ab Urbe condita — От основания Города.
Abeunt studia in mores — Занятия налагают отпечаток на характер; Действие переходит в привычку:7.
Abiens, abi! — Уходя, уходи!
Absente aegroto — В отсутствие больного (не при больном).
Absit omen! — Да не послужит (не явится) что-либо дурным знаком!; Пусть это не будет дурной приметой:8.
Absit verbo invidia — Не взыщите на слове.
Absolutio ab instantia — Оставление [подсудимого] в подозрении.
Absolvo te! — Оправдываю тебя (прощаю тебе твои грехи); Отпускаю грехи твои:8.
Absque nota — Разряд книг, не имеющих обозначения года и места издания.
Absque omni exceptionae — Без всякого исключения.
Abstractum pro concreto — Общее вместо частного.
Absurdum in adjecto — Бессмысленное предположение.
Abusus non tollit usum — Злоупотребление не отменяет употребления; Злоупотребление не исключает правильного употребления:8.
Abyssus abyssum invocat — Бездна взывает к бездне.
Accessio cedit principali — Принадлежащее (придаток) следует судьбе главной вещи.
Acta diurna — Дневные происшествия (хроника).
Acta est fabula! — Пьеса сыграна!
Actio immanens — Действие, направленное на самого себя.
Actio in distans — Действие на расстоянии:9.
Actio in factum — Фактическое действие.
Actio popularis — Иск в римском праве, возбужденный представителем общественности в интересах общественного порядка.
Actio transiens — Действие, направленное вовне.
Actore non probante reus absolvitur — прав. При недоказанности иска ответчик освобождается.
Actor sequitur forum rei — прав. Истец обращается в суд по месту жительства ответчика.
Actum atque tractatum — Сделано и обсуждено.
Actum est ilicet! — Кончено!
Actum ut supra — Поступай как выше (раньше) указано; Действуй, как указано выше:9.
Actus purus — Чистое действие.

### Ad
Ad absurdum — До абсурда:9.
Ad acta — К делу.
Ad aeternum — Навечно.
Ad aras — У алтарей.
Ad arbitrium — По усмотрению, произвольно:9.
Ad augusta per angusta — К высокому через трудное.
Ad bestias! — К зверям!
Ad Calendas Graecas — В греческие календы (поговорка, означающая «неизвестно когда» или «никогда»).
Ad captandum benevolentiam — Для снискания благоволения.
Ad captandum vulgus — В угоду толпе, черни:27.
Ad cogitandum et agendum homo natus est — Для мысли и действия рождён человек:9.
Ad delectandum — Для удовольствия.
Ad discendum, non ad docendum — Для изучения, но не для поучения.
Ad disputandum — Для обсуждения.
Ad ea debeat adaptari jus, quae frequenter eveniunt — прав. Право следует приспособлять к тем случаям, которые происходят часто.
Ad exemplum — По образцу; Например:10.
Ad extra — До крайней степени.
Ad extremitates — До крайности.
Ad finem — До конца (страницы, листа, и т. д.).
Ad fontes — К первоисточникам.
Ad futuram memoriam — На долгую память.
Ad futuram rei memoriam — В напоминание о событии.
Ad gloriam — Во славу.
Ad gustum — По вкусу.
Ad hastam — К продаже с публичного торга.
Ad Herculis columnas — До Геркулесовых столпов.
Ad hoc — К этому (специально на данный случай); Для данного случая; Для данной цели:10.
Ad hominem — К человеку; Применительно к человеку:10.
Ad honores — Из чести (безвозмездно).
Ad hoste maligno libera nos, Domine — Избави нас от лукавого, Боже.
Ad impossibilia nemo tenetur — Нельзя заставлять выполнить невозможное.
Ad infinitum — До бесконечности, без конца:10.
Ad informandum — К сведению.
Ad instar — Наподобие.
Ad instruendum — К подготовке.
Ad interim — В течение некоторого времени; На данное время:10.
Ad latus — Под боком; Из ближайшего окружения.
Ad libita librarii — По произволу переписчика.
Ad libitum — По желанию (по собственному усмотрению); Как угодно; На выбор:11.
Ad limina (apostolorum) — К (апостольским) порогам.
Ad litem — К разбору.
Ad litteram — Дословно; Буквально:11.
Ad loca! — По местам! (на место!).
Ad majorem Dei gloriam — К вящей славе Божией:11.
Ad manum — Под рукой:15.
Ad maximum — До высшей степени.
Ad meliora tempora — До лучших времён:15.
Ad meliorem — К лучшему.
Ad memorandum — Чтобы не забыть:15.
Ad minimum — До низшей степени.
Ad modum — По образцу:15.
Ad multos annos! — На долгие годы:15.
Ad narrandum, non ad probandum — Для рассказывания, а не для доказывания.
Ad nauseam — До тошноты (говорится о дискуссиях, которые уже утомили участников своей длительностью).
Ad normam — По правилу.
Ad notam — К сведению:11:15.
Ad notanda — Следует заметить:11:15.
Ad notata — Примечание:11.
Ad oculos — Наглядно; Воочию; Перед глазами:11.
Ad opus! — За дело!; К работе!:15
Ad patres — К праотцам; К предкам (отправиться к …, то есть «на тот свет», умереть):35.
Ad patres conscriptos — К господам сенаторам.
Ad perpetuam rei memoriam — В вечную память события.
Ad personam — Персонально.
Ad pias causas — На благое дело.
Ad pluralitatem votorum — Большинством голосов.
Ad populum — Для народа (для широкого читателя).
Ad profundum — До дна.
Ad publicandum — Публично, путём опубликования.
Ad ratificandum — К утверждению.
Ad referendum — дипл. К докладу, для доклада:11 — оговорка на документе, показывающая необходимость одобрения его высшей инстанцией.
Ad rem — по существу, к делу:11.
Ad se ipsum — К себе самому.
Ad totalem evaporationem — До полного испарения.
Ad tertium — В-третьих.
Ad unguem — До ногтя (употр. в знач. с величайшей тщательностью (точностью)); Точно:12.
Ad unum omnes — Все до одного.
Ad usum delphini — Для использования дофином.
Ad usum externum — Для внешнего употребления.
Ad usum internum — Для внутреннего употребления.
Ad usum populi — Для народного употребления.
Ad usum proprium — Для собственного употребления.
Ad usum vitae — Для житейской надобности.
Ad valorem — эконом. Сообразно цене; По стоимости; Согласно оценке; По достоинству:12.
Ad verbum — Дословно; Буквально:12:16.
Ad verbum audiendum — Для собеседования (вызвать, пригласить).
Ad victoriam — До победного конца, к победе.
Ad vitam — К жизни.
Ad vitam aeternam — К вечной жизни, во веки веков.
Ad vitam aut culpam — прав. На всю жизнь или до того, как провиниться:16; На всю жизнь или до первой вины:12.
Ad vocem — Что касается, к слову заметить:12.
Adhuc sub judice lis est — прав. Дело ещё у судьи.
Adverbium — Наречие.
Advitalitum — прав. Завещательная пожизненная запись.
Advocatus Dei — Адвокат Бога:16 (теодицея).
Advocatus Diaboli — Адвокат Дьявола:12:16.

### Ae-Am
Aequam memento rebus in arduis servare mentem — Помни, старайся сохранять присутствие духа в затруднительных обстоятельствах.
Aequat causa effectum — Следствие равно причине.
Aequilibrium indifferentiae — филос. Состояние двух равных противоположных побуждений.
Aequo animo — Равнодушно, спокойно, терпеливо:13:16.
Aequo animo excipe necessaria — Неизбежное нужно принимать равнодушно.
Aequo pulsat pede — Смерть безучастно поражает любого.
Aequum est neminem cum alterius detrimento et injuria fieri locupletiorem — прав. Справедливость требует, чтобы никто не обогащался незаконно и в ущерб другому лицу.
Aere perennius — Прочнее меди (употр. в знач. долговечный); Крепче бронзы:13.
Aes triplex — Тройная медь (употр. как метафора Горация твёрдости духа, неустрашимости и телесной крепости):13.
Aeterna historia — Вечная история:17.
Aeterna urbs — Вечный город (об античном Риме):17.
Aeternae veritates — Вечные истины:16.
Aeternum vale — Прости навеки:17.
Age, libertate decembri utere — Ну же, пользуйся свободой декабря (употр. в знач. воспользуйся передышкой).
Age, quod agis, et respice finem — Делаешь, так делай и смотри на конец (употр. как предупреждение, что халатность и небрежность приводят к плачевному результату).
Agere sequitur esse — филос. Действие вытекает из бытия.
Ager publicus — Общественный земельный фонд в древнем Риме.
Agnosco veteris vestigia flammae — Узнаю следы прежнего огня.
Agnus Dei — Агнец Божий:13:17.
Ajo! — Утверждаю!, подтверждаю!
Albo lapillo notare diem — Отмечать день белым камешком (употр. в знач. считать тот или иной день счастливым, знаменательным).
Alea iacta (jacta) est — Жребий брошен:14:17.
Alia editio — Другое издание:14.
Alia tempora — Другие времена:18; Не те времена:14.
Alibi — В другом месте:14.
Aliena vitia in oculis habemus, a tergo nostra sunt — Чужие пороки у нас на глазах, а свои за спиной.
Alienatio mentis — Помрачение ума.
Alieni juris — [Лица] чужого права.
Aliis inserviendo consumor — Светя другим, сгораю сам (служа другим, расточаю себя).
Aliquando bonus dormitat Homerus — Иногда и Гомер дремлет; И Гомер иногда дремлет; И на старуху бывает проруха (употр. в знач. не следует придираться к мелким промахам, ошибки возможны у каждого):14.
Aliud stans, aliud sedens — Одно [говорит] стоя, другое — сидя (употребляется в значении семь пятниц на неделе, держать нос по ветру).
Alius alio plura invenire potest, nemo omnia — Один может открыть больше другого, но никто — всего.
Alma Mater — Мать-кормилица (употр. в знач. высшая школа, давшая духовную пищу студенту):14.
Alter ego — Другое я:18; Другой я; Близкий друг и единомышленник:14.
Alter idem — Второй тот же:15.
Altera pars — Другая сторона:18.
Altum silentium — Глубокое молчание.
Amabile opus — Милое созданье.
Amabilis insania — Приятное безумие.
Amabilis scientia — Приятная (любезная) наука (о ботанике).
Amant alterna Camenae — Музам приятны перемежающиеся песни.
Amantes non vident. Videntes non amant. — Любящие не замечают. Замечающие не любят.
Amantes sunt amentes — Влюблённые — это безумные.
Amantium irae — Ссоры влюблённых (применимо к ссорам между друзьями из-за пустяков).
Amantium irae amoris integratio — Ссоры влюблённых — это возобновление любви:18.
Amat victoria curam — Победа любит старание (заботу о себе):371.
Amata nobis quantum amabitur nulla — Возлюбленная нами, как никакая другая возлюблена не будет.
Amen! — Истинно; Конец.
Amicalia desideria — Дружеские пожелания.
Amici, diem perdidi — Друзья, я потерял день:19.
Amicus certus in re incerta cernitur — Надёжный друг познаётся в ненадёжном деле, употр. в знач. истинный друг познаётся в беде:19; Верный друг узнаётся в затруднительных обстоятельствах (в несчастье):15.
Amicus cognoscitur amore, more, ore, re — Друг познаётся по любви, нраву, лицу, деянию.
Amicus (Animal) humani generis — Друг рода человеческого (употр. в знач. всеобщий друг):19; Друг человека:15.
Amicus incommodus ab inimico non differt — Неловкий друг мало чем отличается от врага (употр. в знач. услужливый дурак опаснее врага).
Amicus meus — Друг мой.
Amicus Plato, sed magis amica est veritas — Платон — друг, но истина — больший друг (Платон мне друг, но истина дороже — слова, приписываемые Аристотелю, употр. в знач. не следует поступаться истиной или справедливостью ни при каких обстоятельствах):15:19.
Amicus verus — rara avis — Верный друг — птица редкая.
Amor caecus — Любовь слепа.
Amor fati — Любовь к судьбе, любовь к року употр. в знач. фатальная предопределённость всего сущего:15.
Amor patriae — Любовь к Родине:15.
Amor vincit omnia — Любовь побеждает всё:15.
Amor non est medicabilis herbis — Любовь травами не излечивается; Нет лекарства от любви:55.

### An-Aq
An nescis longas regibus esse manus? — Разве ты не знаешь, что у царей длинные руки?:20
An nescis, mi fili, quantilla prudentia mundus regatur? — Сын мой, разве ты не знаешь, как мало надо ума, чтобы управлять миром?:20
Analogia entis — филос. Подобие бытия.
Anathema maranata — Да будет проклят / отлучён.
Ancilla philosophiae — Служанка философии.
Ancilla theologiae — Служанка богословия.
Anguis in herba — Змея в траве, — о скрытой, но смертельной опасности:15:20.
Angulus ridet — Местечко мне улыбается, употр. по отношению к месту, которое нравится.
Anima — филос. Душа.
Anima vilis — Подопытное животное.
Animalia vivunt, crescunt et sentiunt — Животные живут, растут и чувствуют.
Animam in promptu habere — Обладать полным присутствием духа.
Animi magnitudo — Величие духа.
Animus — филос. Дух.
Animus denuntiandi — прав. Намерение пригрозить.
Animus injuriandi — прав. Намерение оскорбить.
Animus meminisse horret — Душа трепещет от ужаса (как только об этом вспомнишь).
Animus possidendi — прав. Намерение захватить / завладеть/ владеть:16.
Animus quod perdidit optat, Atque in praeterita se totus imagine versat — Душа жаждет того, что утратила, и уносится воображением в прошлое.
Animus rem sibi habendi — прав. Намерение владеть вещью самому.
Animus suspicax — Чувство недоверчивости.
Anni currentis — Сего года:16.
Anno — Год; В год; В лето.
Anno ab urbe condita — В год от основания города (Рима).
Anno aetatis suae — В своё время; В свою пору; В год его жизни (жития его) было [столько-то лет] — античная надгробная формула.
Anno ante Christum Natum — В год до рождества Христова (до нашей эры):16.
Anno Christi — В год по рождестве Христове (нашей эры).
Anno Domini — В лето Господне (в такой-то год нашей эры):16.
Anno mundi — В год от сотворения мира:16.
Anno post Romam conditam — В год после основания Рима.
Annus horribilis — Несчастливый год.
Ante bellum — До войны:21; Перед войной:17.
Ante Christum Natum — До рождества Христова:17.
Ante diem — До этого дня; До этого числа; Прежде времени:17.
Ante factum — До того, как [что-либо] случилось / произошло.
Ante mare undae — Прежде моря во́лны (употр. чтобы подчеркнуть мысль о том, что причина непременно предшествует следствию, а целое слагается из частей).
Ante meridiem — До полудня:17.
Ante nuptias donatio — прав. Досвадебный дар мужа.
Ante quem — До чего.
Anterioritas — Предшествование.
Ante scriptum — Перед написанным.
Apparatus criticus — Подготовления для исследовательской работы:18.
Appellatio — прав. Вызов в суд.
Appendix — Добавление (к статье etc.).
Appetitus societatis — Стремление к общежитию.
Aqua bulliens — Кипящая вода:18.
Aqua destillata — Дистиллированная вода:18.
Aqua et igni alicui interdicere — Лишить воды и огня, то есть всех гражданских прав:18.
Aqua et ignis — Вода и огонь.
Aqua et panis, vita canis — Вода и хлеб — жизнь собачья:21.
Aqua fontana — Свежая вода (питьевая, ключевая).
Aqua [cavat] lapidem non vi, sed saepe cadendo — Вода [точит] камень не силой, но многократными ударами (терпенье и труд всё перетрут).
Aqua pluvialis — Дождевая вода:18.
Aqua pura — Чистая вода.
Aqua tophana — Вода Тофаны.
Aqua vitae — Вода жизни:21; Водка:18.
Aquae et ignis interdictio, hoc est exillum — Запрещение пользоваться водой и огнём, то есть изгнание.
Aquae potoribus — Пьющими воду.
Aquila non captat muscas — посл. Орёл не ловит мух:61 (достойный человек не занимается мелочными делами).

### Ar
Arbiter elegantiae — Арбитр изящества, законодатель в области изящества (русский аналог — Законодатель мод):19.
Arboretum — Дендрарий.
Arcades ambo — Оба из Аркадии:21.
Argenteis hastis pugnare — Сражаться серебряными копьями (означает добиваться своего путём подкупа).
Argentum nitricum — Ляпис.
Argumenta ambigua — Обоюдоострые доводы.
Argumenta ponderantur, non numerantur — [Сила] доказательств [определяется] по их вескости, а не по количеству:19:21.
Argumentum a contrario — лог. Довод, почерпнутый из разбора противного предположения.
Argumentum a posteriori — лог. Доказательство на основании опыта.
Argumentum a priori — лог. Доказательство на логическом основании.
Argumentum a silentio — лог. Довод от умолчания:19.
Argumentum a tuto — лог. Доказательство безопасности или верности.
Argumentum ab impossibili лог. Довод от невозможности (сделать что-либо).
Argumentum achilleum — лог. Ложный довод.
Argumentum ad crumenam — лог. Довод к кошельку (убеждение при помощи денег).
Argumentum ad hominem — лог. Аргумент к человеку; Переход на личности.
Argumentum ad ignorantiam — лог. Довод, рассчитанный на неосведомлённость собеседника, его невежество.
Argumentum ad invidia — лог. Довод от недоброжелательства (из зависти, злобы), мнимый довод.
Argumentum ad judicum — лог. Довод к суждению.
Argumentum ad misericordiam — лог. Довод, рассчитанный на то, чтобы вызвать жалость.
Argumentum ad populum — лог. Аргумент к народу.
Argumentum ad rem — лог. Довод, опирающийся на обстоятельства дела, вещественный довод.
Argumentum ad verecundiam — лог. Аргумент к скромности (обращение к авторитету).
Argumentum ad veritatem — лог. Довод, основанный на общепризнанных и научно подтверждённых истинах.
Argumentum ambiguum (communis) — лог. Обоюдоострый довод.
Argumentum baculinum — лог. Довод палкой (убеждение насилием).
Argumentum ex consensu gentum — лог. Обоснование доказательства тем, что утверждаемое всеми принимается за истину.
Argumentum ex silentio — лог. Доказательство, выводимое из умалчивания.
Argumentum externum — лог. Довод, заимствованный от предмета, лежащего вне спорного вопроса.
Argumentum internum — лог. Довод, заключающийся в само́й спорности вопроса.
Argumentum legis — Основание закона.
Argumentum primarium (palmarium) — лог. Самое высокое (решительное) доказательство.
Arma virumque cano — Воспеваю военные подвиги героя.
Arrectis auribus — Ушки на макушке:20.
Ars adeo latet arte sua — Искусство таково, что его не заметно.
Ars amandi — Искусство (наука) любви:21.
Ars est celare artem — Искусство — в умении скрыть искусство:66.
Ars et norma interpretandi naturam — Наука и правила объяснения природы.
Ars gubernandi — Искусство управления.
Ars moriendi — Искусство умирания.
Ars logica — Искусство логики.
Ars longa, vita brevis — Искусство долговечно, а жизнь коротка:20.
Ars oratoria — Ораторское искусство.
Ars poetica — Поэтическое искусство:20.
Ars sacra — Священное искусство.
Ars una, species mille — Искусство едино, его видов много.
Ars vitae — Искусство жизни:22.
Artes ingenuae (liberales) — Свободные искусства, то есть умственный труд.
Artes molliunt mores — Искусства смягчают нравы:21.
Articulo mortis — Одной ногой в гробу.
Articulus — Часть, раздел.
Articulus secretissimus — дипл. Секретнейшая часть (статья) [договора].
Artificiosa natura — Творческая природа.
Artium magister — Учёная степень в некоторых западноевропейских университетах, равная докторской.

### As-Av
Asa foetida — Зловонное снадобье.
Asini exiguo pabulo vivunt — Ослы удовлетворяются скудным кормом, употр. при характеристике чьей-либо невзыскательности.
Asinos non curo — На ослов не обращаю внимания.
Asinus asinorum in saecula saeculorum — Осёл из ослов во веки веков.
Asinus asinum fricat — Осёл трётся об осла (поговорка:69, означающая «свой своего хвалит»:69). Сравните: Manus manum lavat:69.
Asinus Buridani inter duo prata — Буриданов осёл между двумя лужайками.
Associatio idearum — Ассоциация идей.
Astra inclinant, non necessitant — Звёзды склоняют, но не принуждают.
Asylum ignorantiae — Убежище незнания (неведения); лог. понятие, признаваемое недостаточным, но которым довольствуются, чтобы избежать дальнейших размышлений.
Atrium mortis — Предзнаменование смерти.
Atrophia nervorum — Нервное истощение.
Auctoritas foris — Широкое влияние (авторитет).
Auctoritas rei judicatae — прав. Прецедент судебного решения.
Audacter calumniare, semper aliquid haeret — Смело клеветать [можно], потому что всегда что-нибудь да останется.
Audentes fortuna juvat — Удача (судьба) сопутствует смелым:20.
Audiatur et altera pars — Следует выслушать и другую (противоположную) сторону; Пусть будет выслушана и другая сторона:20.
Auguror nec me fallit augurium, historias tuas immortales futuras — Предвещаю, не ложно моё предсказание, твоя история будет бессмертна.
Aura popularis — Переходящая (непрочная) популярность.
Aurea mediocritas — Золотая середина (иронично о достоинствах среднего качества, о посредственности):21.
Aures habent, et non audient — библ. есть у них уши, и не услышат.
Auri sacra fames — Зла́та про́клятая жажда (о скупости, жадности).
Auribus teneo lupum — Держать волка за уши (находиться в безвыходной ситуации, меж двух огней).
Aurora borealis — Северное сияние.
Aurora musis amica est — Аврора — подруга муз (употр. в знач.: утренние часы наиболее благоприятны для занятий науками и искусствами):21.
Аurum nostrum non est aurum vulgi — Наше золото — не золото толпы.
Aurum potestas est — Золото — это власть.
Auspicia sunt fausta — Предзнаменования благоприятны (формула римских жрецов, гадавших по полёту птиц).
Auspicium melioris aevi — Примета лучшей поры; Знак лучших времён:21.
Aut bene, aut nihil — [Говорить] или только хорошее, или совсем ничего.
Aut bibat, aut abeat — Пусть либо пьёт, либо уйдёт (следует подчиниться правилам данного сообщества или уйти):21.
Aut Caesar, aut nihil — Или Цезарь, или ничто (или всё, или ничего); Быть или Цезарем или никем:21.
Aut cum scuto, aut in scuto — Или со щитом, или на щите.
Aut deus, aut natura — Или Бог, или природа.
Aut non tentaris, aut perfice — Или не берись, или доводи до конца.
Aut disce, aut discede — Или учись, или уходи.
Aut prodesse volunt aut delactare poetae — Поэты желают быть или полезными, или приятными.
Aut vincere, aut mori — Или победить, или умереть.
Ave — Здравствуй.
Ave, Caesar, morituri te salutant — Здравствуй, Цезарь, идущие на смерть приветствуют тебя:21.
Ave Maria — церковн. Радуйся, Мария:21.
Ave ac vale — Здравствуй и прощай.
Ave verum corpus — церковн. Приветствую тебя, пречестное тело.
Avibus bonis — В добрый час, при хороших предзнаменованиях.

## B
Bacchum Nymphis temperare — Разбавлять вино водой.
Barba crescit caput nescit — Борода растёт, голова мудрее не становится.
Barba non facit philosophum — Борода не делает философом.
Barbam video, sed philosophum non video — Вижу бороду, но не вижу философа (ср.: борода не прибавляет ума).
Barbarus hic ego sum, quia non intelligor ulli — Варваром я здесь кажусь, потому что никто меня не понимает.
Beata stultitia — Блаженная глупость:22.
Beatae plane aures, quae non vocem foris sonantem, sed intus auscultant veritatem docentem — Истинно блаженны уши, внимающие не голосу, звучащему на площадях, но голосу, в тиши учащему истине.
Beati pauperes spiritu — библ. Блаженны нищие духом.
Beati possidentes — Счастливы обладающие:22.
Beatudio non est virtutis praemium, sed ipsa virtus — Блаженство не есть награда за добродетель, но сама добродетель.
Beatus ille, qui procul negotiis — Блажен тот, кто вдали от дел.
Bella matribus detestata — Войны, матерям ненавистные.
Bellum internecivum — Война до истребления:22.
Bellum omnium contra omnes — Война всех против всех:22.
Bene diagnoscitur, bene curatur — Хорошо распознаётся — хорошо вылечивается.
Bene misceatur — мед. Хорошо смешать.
Bene placito — По доброй воле (мирно, кротко).
Bene qui latuit, bene vixit — Благо, кто хорошо прожил в счастливом отдалении.
Bene tritum — мед. Хорошо растереть:22.
Bene valete — Будьте здоровы.
Benevole lector — Благосклонный читатель.
Benevolentiae captandae causa — Для снискания благоволения.
Bestiolae, quae unum tantum diem vivunt — Создания, живущие только один день (о переходящих пустяках).
Biblia pauperum — Библия бедных (неграмотных).
Bibliothecae scriptorum — Собрание текстов древних авторов.
Bis dat qui cito dat — Дважды даёт, кто даёт скоро; Скорый дар ценен вдвойне:22.
Bis repetitia placent — Повторённое дважды понравится.
Bis vincit qui se vincit in victoria — Дважды побеждает тот, кто, одержав победу, побеждает и себя.
Bona adventica — прав. Благоприобретённое имущество (в отличие от полученного по наследству).
Bona dicta — Поучительные слова (остроты).
Bona fama divitiis est potior — Добрая слава лучше богатства.
Bona fide — Добросовестно; Чистосердечно; Простодушно; Доверчиво; По доброй вере; Без всякого умысла:23.
Bona fides — прав. Добрые услуги; Добросовестность:23.
Bona hereditaria — прав. Наследуемое имущество.
Bona mente — С добрыми намерениями (умыслом).
Bona opinio homini tuttior pecunia est — Добрая слава надёжнее денег.
Bona venia vestra — С вашего позволения.
Bonae fidei possesio — прав. Добросовестное владение.
Boni homines — прав. Добрые люди.
Bonis auspiciis — С хорошим предзнаменованием, в добрый час.
Bono modo — Хорошим способом.
Bono sensu — В хорошем смысле.
Bonum publicum — Общественная польза.
Bonum vinum laetificat cor hominum — библ. Доброе вино веселит сердце человеческое.
Bonus eventus — Счастливая участь.
Bonus ordo — Хороший порядок.
Bonus pater familias — Хороший отец семейства.
Bonus vir semper tiro est — Порядочный (честный) человек всегда остаётся новичком (употр. в знач.: добряка легко провести).
Breves vibrantesque sententiae — Те сентенции блещут, которые кратки.
Brevi manu — Короткой рукой (употр. в знач.: без проволочек, быстро, скоро).
Brevis esse laboro, obscurus fio — Стараюсь быть кратким, делаюсь тёмным (непонятным).
Bruta fulmina — Пустые угрозы.

## C

### Ca
Cacatum non est pictum — Нагажено — не нарисовано (не одно и то же; Стриженое — не брито).
Cadit quaestio — Вопрос отпадает:23.
Cadmea victoria — Победа Кадма (победа дорогой ценой).
Caedite eos. Novit enim Dominus qui sunt eius — Убивайте всех. Господь опознает своих (слова, приписываемые папскому легату Арнольду Амальрику, якобы произнесённые во время крестового похода, когда его спросили, как отличить еретиков от истинных христиан).
Caelo tonantem credidimus Jovem Regnare — Гром с неба убеждает нас в царствовании Юпитера (о чьей-либо силе догадываются только после ударов, которыми она поражает).
Caelum, non animum mutant, qui trans mare currunt — Небо, не душу меняют те, кто через море уходит (цитата из эпистол Горация (1,11,27)).
Caesar ad Rubiconem — Цезарь перед Рубиконом (о человеке, готовом принять важное решение):23.
Caesar citra Rubiconem — Цезарь по ту сторону Рубикона (о человеке, в результате смелого шага сделавшем важное дело):23.
Caesarem licet stantem mori — Цезарю дано показать, как надо умирать.
Caesarem vehis Caesarisque fortunam — Цезаря везёшь и его судьбу.
Caesar non supra grammaticos — Цезарь не выше грамматиков (соблюдение грамматических правил обязательно для каждого, в том числе и Цезаря).
Caetera activitati — В остальном действовать [по усмотрению].
Caetera desiderantur — Об остальном остаётся желать (о законченном, но неполном труде, не до конца выполненном исследовании).
Caetera desunt — Остального недостаёт (помета на неоконченных рукописях).
Calamitas virtutis occasio — Бедствие — пробный камень доблести.
Callida junctura — Искусное соединение.
Calumniare audacter, semper aliquid haeret — Клеветать следует дерзко, тогда что-нибудь всегда прилипнет.
Calvitium non est vitium sed prudentiae judicium — Лысина не порок, а свидетельство мудрости.
Camera clara — Светлая камера (приспособление для проецирования непрозрачных картин).
Camera lucida — Призматический прибор, приспособление для рисования и черчения.
Camera obscura — Тёмная камера (прибор в виде ящика с отверстием, через которое проходит свет и даёт на противоположной стенке перевёрнутое изображение).
Camica santa — Святая рубаха (о рубашках, носимых гарибальдийцами).
Candidior lacte — Белее молока.
Canina facundia — Собачье красноречие.
Canis a non canendo — Поющей [названа собака] потому, что она не поёт (о нелепом, безосновательном наименовании).
Cantabit vacuus coram latrone viator — Не имеющий багажа путник поёт даже и повстречав разбойника.
Capitis deminutio — прав. Потеря гражданских прав.
Captatio benevolentiae — Снискание расположения; Заискивание:23.
Caput atro carbone notatum — Тяжела участь опозоренного.
Caput mortuum — Мёртвая голова (о чём-либо, лишённом смысла, содержания); Череп, бренные останки:24.
Caput mundi — Голова мира (о Риме).
Caput orbi — Голова мира (о Риме).
Caritas humani generis — Милосердие к роду человеческому.
Caritas omnia credit — Любовь всему верит (Первое послание к Коринфянам апостола Павла, 13).
Carmen famosum — Позорящий (порочащий) стих.
Carmen horrendum — Песнь, наводящая ужас.
Carmina nulla canam — Не буду слагать стихов.
Carmina morte carent — Стихи лишены смерти.
Caro est qui securis est — Кто с топором, тот и с мясом.
Carpe angelum — Лови вестника (спеши узнать новости).
Carpe diem — Лови день, лови момент.
Carpent tua poma nepotes — Пожнут твои плоды внуки.
Carthago delenda est — Карфаген должен быть разрушен.
Casta est quam nemo rogavit — Целомудренна та, которой никто не домогался.
Castis omnia casta — Для непорочного всё непорочно; Чистым всё кажется чистым:24.
Casum sentit dominus — прав. Хозяин сам несёт ответственность за случайную гибель вещи.
Casus a nullo praestantur — прав. За случай никто не несёт ответственности.
Casus belli — Случай [для] войны; Повод для войны:24.
Casus conscietiae — прав. Обстоятельства осведомлённости.
Casus foederis — Случай договора.
Casus incurabilis — Неизлечимый случай.
Catena scientiarum — Цепь наук (обо всех науках как целом).
Causa activa — лог. Действующая причина.
Causa bibendi — Повод для выпивки (причина попойки).
Causa causalis — Причина причин (главная причина).
Causa civilis — прав. Повод для гражданского [судебного спора].
Causa criminalis — прав. Повод к обвинению.
Causa efficiens — лог. Побудительная причина, движущая сила:24.
Causa essendi — лог. Причина бытия (существования).
Causa finalis — лог. Конечная (целевая) причина.
Causa finita est — Дело кончено, вопрос решён.
Causa formalis — лог. Формальная причина.
Causa irae — Причина гнева (раздражения).
Causa justa — Уважительная причина:24.
Causa materialis — лог. Материальная причина.
Causa naturalis — лог. Естественная причина.
Causa occasionalis — лог. Случайная причина.
Causa prima — лог. Первая причина.
Causa principalis — лог. Главная причина.
Causa privata — Частное дело.
Causa proxima, non remota spectatur — прав. Ближайшая, а не отдалённая причина принимается во внимание.
Causa sine qua non — Непременное условие, причина без которой не…:24.
Causa sufficiens — лог. Достаточная причина.
Causa sui — филос. Причина самого себя (первопричина).
Cautio judicatum solvi — прав. Обеспечение исполнения решения.
Cave canem — Берегись собаки.
Cave hominem unius libri — Опасайся человека одной книги (того, кто знает хоть и немногое, но основательно).
Cave ne cadas — Берегись, чтоб не упасть.
Caveant consules! — Пусть консулы будут бдительны.

### Ce-Cl
Cedant arma togae — Пусть оружие уступит тоге (пусть война отступит перед миром):24.
Cedo majori — Уступаю старшему:25.
Censor morum — Суровый блюститель нравов (иронично).
Certa de causa — По определённой причине.
Certa viriliter sustine patienter — Бороться по-мужски, с терпением и выносливостью.
Cessante causa, cessat effectus — С прекращением причины прекращается следствие:25.
Cessio bonorum — прав. Передача имущества доверителю.
Ceteris paribus — При прочих равных условиях:23, 25.
Ceterum censeo — Впрочем, полагаю; При всём том я думаю:25.
Charta non erubescit — Бумага не краснеет.
Cibus, onus et virga asino — Ослу нужны пища, груз и кнут.
Circulus in probando — лог. Круг в доказательствах.
Circulus vitiosus — лог. Порочный круг, безвыходное положение:25.
Citato loco — В приведённом месте (об источнике цитирования):25.
Citius, altius, fortius! — Быстрее, выше, сильнее!:26
Cito citissimo — Как можно скорее; Очень срочно:26.
Civiliter mortui — прав. В состоянии гражданской смерти (лишённым прав).
Civis Romanus sum — Я — римский гражданин.
Civitas Dei — Град Божий.
Clara pacta, boni amici — При отчётливых взаимоотношениях прочнее дружба.
Clari viri — Светлые личности.
Claris verbis — Ясно изложить.
Classicus scriptor — Классический писатель.
Classicus testis — прав. Надёжный свидетель.
Claudite jam rivos, sat prata biberunt — Закройте же источники, луга напитались довольно (иронично пора кончать).
Clausula rebus sic stantibus — прав. Сохранение силы договора при неизменности общей обстановки.
Cloaca maxima — Великая помойная яма (сначала букв. — о наибольшей канализационной трубе, потом переносно — о большом городе как скопище разврата).

### Co
Codex chartaceus — Старинная рукопись (написанная на бумаге).
Codex manuscriptus — Старинная рукопись.
Codex rescriptus — Палимпсест.
Coeli lumen — Небесный свет.
Cogita et visa — Замыслы и намерения.
Cogitationum poenam nemo luit — прав. Никого не наказывают за мысли.
Cogito ergo sum — Мыслю, следовательно, существую; Мыслю, значит, я существую:26.
Cognata vocabula rebus — Слова, соответствующие поступкам (вещам):26.
Cognatio spiritualis — Духовное сродство.
Coincidencia oppositorum — лог. Совпадение противоречий.
Collegium musicum — Камерный оркестр старинной музыки.
Collegium privatum — Частные лекции (с небольшим числом слушателей).
Collegium publicum — Публичные лекции.
Colluvies gentium — Скопление племён.
Columnae Herculis — Геркулесовы столбы (употр. в. знач.: крайние пределы чего-либо).
Commentarius perpetuus — Сплошное текстуальное толкование.
Commodum possessionis — прав. Общее владение.
Commodum publicum — прав. Общее благо.
Commotio cerebri — прав. Возбуждённое состояние под влиянием гнева.
Communa bonorem — Общность имущества.
Communibus annis — В течение года в среднем.
Communis opinio — Общее мнение.
Comoedia togata — Драма с римским сюжетом.
Compelle intrate — библ. Убеди прийти.
Compesce mentem — Сдерживай гнев.
Comple promissum — Выполняй обещанное:26.
Compos mentis — прав. В здравом уме.
Compos sui — прав. В полном сознании.
Conclamatum est — Всё кончено, всё погибло.
Concordet sermo cum vitā — Пусть речь соответствует жизни.
Concordia discors — Согласие противоречий.
Concordia parvae res crescunt, discordia maximae dilabuntur — При согласии [и] малые государства (или дела) растут, при раздорах [и] великие разрушаются:111.
Conditio sine qua non — Условие, без которого нет; Непременное условие:27.
Conditio suspensiva — прав. Сомнительное условие.
Confessus pro judicato habetur — прав. Сознавшийся считается осуждённым.
Confiteor solum hoc tibi — библ. Исповедаюсь только тебе.
Consensus facit nuptias — прав. Согласие создаёт брак.
Consensus gentium — Согласие народов.
Consensus omnium — Общее согласие; Согласие всех, общее признание:27.
Consequentia non valet — лог. Последовательность не имеет силы (заключение неверно).
Consideratis considerandis — Если принять в соображение всё, что следует.
Consilio manuque — Советом и содействием.
Consilium abeundi — Предложение покинуть место работы или обучения.
Consortium omnis vitae — прав. Содружество на всю жизнь.
Consuetudo altera natura — Привычка — вторая натура.
Consummatum est! — библ. Свершилось!, последнее слово Христа на кресте Евангелие от Иоанна, 19, 30.
Consumor aliis inserviendo — Изнуряю себя, работая на благо других.
Contra bonos mores — Против добрых нравов, против нравственности:27.
Contra Gracchos Tiberim habemus — Против Гракхов у нас есть Тибр.
Contra factum non datur argumentum — Против фактов нет аргументов.
Contra jus et fas — Против закона и справедливости.
Contra tabulas — Против таблиц (вопреки документам).
Contra rationem — Вопреки здравому смыслу.
Contra contrariis curantur — Противное излечивается противным.
Contra spem spero — Без надежды надеюсь.
Contra vim mortis non est medicamen in hortis — Против силы смерти в садах нет лекарств.
Contradictio in adjecto — Противоречие в определении.
Contradictio in contrarium — лог. Выведение (объяснение) от противоположного.
Contradictio in re — лог. Противоречие в существе (нелепость).
Contradictio simptomatum — мед. Противоречивость в симптомах.
Contraria sunt complementa — Противоположности дополняют друг друга.
Contumacia cumulat poenam — прав. Упорство усугубляет наказание.
Coram arbitris — прав. В присутствии свидетелей.
Coram hominibus — Перед людьми.
Coram publico (populo) — При народе, всенародно:28.
Cornu copiae — Рог изобилия.
Corpora non agent nisi soluta — Тела не действуют, если не растворены.
Corpus delicti — Тело преступления (улики; Состав преступления); Состав преступления, вещественное доказательство, основные улики:27.
Corpus Domini — христ. Тело Го́спода.
Corpus juris — прав. Свод законов.
Corpus juris civilis (romani) — прав. Кодекс Юстиниана:28.
Corpus simbioticum — Сожительство индивидов (народ).
Corpus solidum — Осязаемое тело.
Corpus vile — Дешёвый организм, используемый для опытов в биологии и медицине.
Correctis, corrigendis, imprimatur — Поправить, выправить, печатать.
Corruptio optimi pessima — Порча наилучшего хуже всего:124.
Corruptissima re publica plurimae leges — Чем хуже государство, тем больше в нём законов.
Corvus corno oculos non eruit — Ворон ворону глаза не выклюет.

### Cr-Cy
Crambe repetita — Подогретая капуста (старая история, та же песенка).
Crassa ignorantia — Совершенное неведение.
Crassa Minerva — неумелой рукой.
Credo quia absurdum — Верую, ибо абсурдно; Верю, ибо это нелепо:28.
Credendo vides — Уверовав, увидишь.
Crescit amor nummi, quantum ipsa pecunia crescit — Растёт любовь к деньгам по мере того, как растёт само богатство.
Crescite, nos qui vivimus, multiplicamini — Плодитесь, все живые, и множитеся (Бытие, 1:22).
Crimen laesae majestatis — прав. Преступление, состоящее в оскорблении знатной особы; Серьёзнейшее преступление.
Crimine ab uno disce omnes — По одному суди о других.
Cui bono? — Кому на пользу?, в чьих интересах?, кому нужно?; Кому от этого польза?:28
Cui podest malum? — Кому полезно зло?, в чьих интересах совершено зло?
Cujus regio, ejus lingua — Какая страна, такой и язык.
Cujus regio, ejus religio — Какова власть, такова и вера (Реформация).
Cujusvis hominis est errare, nullius nisi insipientis in errore perseverare — Каждому человеку свойственно заблуждаться, но оставаться при заблуждении никому не следует, кроме безрассудного.
Culpa fictia — прав. Притворная вина.
Culpa in eligendo — прав. Вина в выборе.
Culpa in inspiciendo — прав. Вина в недосмотре.
Culpa lata — Большая (грубая) ошибка:29.
Culpa lata dolo camparatur — прав. Грубая небрежность приравнивается к умыслу.
Culpa lata dolo proxima est — прав. Грубая небрежность очень близка к умыслу.
Culpa levis — Лёгкая вина; Лёгкая (небольшая) ошибка:29.
Culpa poena par esto — Наказание должно соответствовать вине.
Cum commento — С добавлениями.
Cum Deo — С Богом.
Cum eximia laude — С высшей похвалой, с отличием.
Cum figuris — С рисунками.
Cum grano salis — С крупинкой соли (иронически; Осмотрительно; С преувеличением).
Cum hoc non est propter hoc — лог. После этого не значит, что из-за этого.
Cum moriar, medium solvar et inter opus — Я хочу, чтобы смерть застигла меня за работой.
Cum notis variorum scriptorum — С примечаниями разных авторов.
Cum principia negante non est disputandum — С отрицающим основы незачем и спорить:29.
Cum quodam fastidio — Несколько брезгливо.
Cum res unimum occupavere verba ambiunt — Слова приходят, если предмет [рассказа] наполняет душу.
Cum tempore — На четверть часа позже указанного времени (о допустимом времени опоздания профессора на лекцию).
Cum tot sustineas et tanta negotia solus — Когда всё держится тобой и столько дел свершаешь ты один.
Cum vota consultiva — С правом совещательного голоса.
Cuncta supercilio moventis — Колеблющий мир нахмуриванием бровей (о Юпитере).
Cunctando restituit rem — Промедлением спас положение (дело).
Cupiditas rerum novarum — Сильное желание невиданных вещей.
Cupio omnia, quae vis — Желаю тебе исполнения желаний.
Cura te ipsum — Исцели себя сам.
Curae leves loquuntur, ingentes stupent — Только малая печаль говорит, большая — безмолвна.
Currente calamo — Беглым пером (наспех и непродуманно), небрежно:29.
Curriculum vitae — Жизнеописание:29.
Cursus honorum — Путь [к занятию] высшей должности.
Custodia honesta — прав. Домашний арест.
Custos morum — Страж нравов; Блюститель нравов:133.
Cymini sectores — Расщепляющие тминные зёрна (о вдающихся в излишние тонкости).

## D

### Da-De
Damnant quod non intellegunt — Осуждают, потому что не понимают; Осуждают то, чего не понимают:30.
Damnatio ad bestias — Предание зверям (вид смертной казни).
Damnatio memoriae — Проклятие памяти.
Damnatus est — прав. Достоин осуждения, признан виновным.
Damnosa quid non imminuit dies? — Что не изменит губительное время?
Damnum emergens — прав. Очевидный ущерб.
Damoclis gladius — Дамоклов меч.
(Timeo) Danaos et dona ferentes — Боюсь данайцев, даже дары приносящих.
Dat census honores — Почести приносят доходы.
Dat, donat, dedĭcat (DDD) — Даёт, дарит, посвящает.
Dat veniam corvis, vexat censura columbas — Ворон щадят, голубей терзают (что сходит с рук ворам, за то воришек бьют).
Date obolum Belisario — Дай обол Велизарию (помоги гонимому судьбой).

De capsula totae — Целиком из шкатулки (щёгольски одетый, с иголочки).
De facto — Фактически; На деле:136.
De jure — По праву:137.
De gustibus non est disputandum — О вкусах не спорят:30.
De lana caprina rixari — Спорить о пустяках.
De lege ferenda — С точки зрения желательного (необходимого) закона.
De lege lata — С точки зрения действующего закона:30.
De lingua stulta incommoda multa — Из-за глупых слов бывают большие неприятности:263.
De mare ad mare — От моря до моря.
De minimis non curat lex — Закон не заботится о мелочах.
De mortuis aut bene, aut nihil — О мёртвых или хорошо, или ничего:140.
De mortuis et absentibus nihil nisi bene — О мёртвых и отсутствующих ничего, кроме хорошего.
De nihilo nihil — Из ничего ничего [не бывает, не получится]; Из ничего ничего не получится:31.
De nomine — По формальному основанию.
De novo — Заново, с самого начала.
De omni re scibili et quibusdam aliis — Обо всём, что можно знать, да и ещё кое о чём.
De omnibus dubito — Во всём сомневаюсь.
De possibili et impossibili — О возможном и невозможном.
De principiis non est disputandum — О принципах не спорят.
De profundis — Из глубин; Из бездны:31.
De quo fabula narratur — [Тот], про кого басня рассказывается.
De rerum natura — О природе вещей.
De se ipso modifice, de aliis honorifice — Себя самого умаляй, других возвеличивай.
De stercore Ennii — Из навоза Энния.
De visu et auditu — Глазами очевидца и слухом собеседника.
Decies repetitia placebit — Десять раз повторённое понравится.
Decipimur specie recti — Мы обольщаемся видимостью хорошего.
Debellare superbos — Подавлять гордыню, непокорных.
Debes ergo potes — Должен, значит, можешь.
Deductio ad absurdum — Доказательство от противного.
Definitio fit per genus et differentiam specificam — лог. Определение состоит из указания рода и его отличительных признаков.
Dei gratia — Божьей милостью.
Delegatus non potest delegare — Делегированный не может делегировать.
Delicta carnis — прав. Членовредительство.
Delicta facti permanentis — прав. Преступления, оставляющие после себя следы.
Delicta facti transeuntis — прав. Преступления, не оставляющие после себя следов.
Delectabile tempus! — Весёлое время!
Delictum commissionis — прав. Преступление действием (поступком).
Delictum communi juris — прав. Преступление, заключающееся в обнародовании фактов, позорящих честь кого-либо.
Delictum omissionis — прав. Преступление бездействием.
Delirium furens — мед. Буйное помешательство.
Delirium tremens — мед. Белая горячка:31.
Dementia praecox — мед. Детское слабоумие.
Dementia senilis — мед. Старческое слабоумие.
Demonstratio ad oculos — прав. Очевидное доказательство.
Dente lupus, cornu taurus petit — Волк зубами, бык рогами угрожает (каждый по-своему защищается).(Гораций. Сатиры)
Dente superbo — Пренебрежительным зубом (с пренебрежением).
Dentibus albis — Белыми зубами (характеристика насмешливой, но не ядовитой сатиры).
Deo ignoto — библ. Неведомому богу.
Deos manes placari victimis humanis — Тени умерших требуют умилостивления богов человеческими жертвами.
Desideria carnis — Плотские желания.
Desine sperare qui hic intras — Оставь надежду, всяк сюда входящий.
Desinit in piscem mulier formosa superne — Прекрасная сверху женщина оканчивается рыбьим хвостом (конец не соответствует началу).
Destruam et aedificabo — библ. Разрушу и воздвигну.
Deus conservat omnia — Бог сохраняет всё.
Deus ex machina — Бог из машины:32.
Deus magnus et potens, et terribilis — Бог великий, сильный и страшный.
Deus vult — Этого хочет Бог.

### Di-Du
Di meliora — Лучших дней (всего хорошего).
Diagnosis ex juvantibus — мед. Диагностика на основании пользы от лечения.
Diagnosis ex observatione — мед. Диагностика посредством наблюдения.
Dicendo de cibis dicendum est de moribus — Сказав о пище, скажем и о нравах.
Dicis causa — Ради формы (из любви к форме).
Dicis gratia — Для видимости.
Dictum factum — Сказано — сделано:32.
Dictum sapienti sat est — Умному сказанного достаточно.
Dies diem docet — День учит день.
Dies interpellat pro homine — прав. День напоминает вместо человека (при календарном сроке напоминание не обязательно).
Dies irae — День гнева:33.
Differentia specifica — лог. Видовое отличие (характерная особенность, отличительный признак):33.
Difficile est proprie communia dicere — Трудно хорошо выразить общеизвестные вещи (Гораций).
Difficile est satyram non scribere — Трудно не писать сатир.
Digitus dei est hic! — Это перст божий! (такова судьба).
Dignus est intrare — Достоин войти.
Dii minorum gentium — Менее важные боги (о второстепенных талантах, деятелях).
Diligentia qualem diligentissimus pater familias abhibet — прав. Осмотрительность, равная осмотрительности рачительного хозяина.
Diligentia quam im rebus suis — прав. Рачительность как о собственных делах.
Diluvii testis — Свидетель потопа (лицо архаических взглядов).
Dimidium animae meae — Половина моей души.
Dimidium facti, qui соерit, habet — Начало — половина дела.
Dira necessitas — Жестокая необходимость.
Dis manibusque sacrum — Богам и теням умерших приношение.
Disjecta membra — Разрозненные части.
Displicuit nasus tuus — Нос твой не понравился (употр. для характеристики безосновательной придирки).
Diurna manu nocturnaquae — Днём и ночью.
Divide et impera — Разделяй и властвуй:33.
Divinum opus sedare dolorem — Божественное дело — успокаивать боль.
Dixi — Я сказал [всё] (высказался):162.
Dixi et animam levavi — Сказал, и на душе стало легче; Сказал и облегчил тем душу:34.
Dixi et animam meam salvavi — Сказал и [тем самым] спас свою душу (я предупредил, и совесть моя спокойна).
Do manus — Даю руки (ручаюсь).
Do ut des — Даю, чтобы [ты] дал.
Do ut facias — Даю, чтобы [ты] сделал.
Docendo discimus (discitur) — Обучая, мы учимся; Уча мы сами учимся:34.
Dolendi modus, timendi non item — Только для печали есть граница, а для страха — никакой.
Dolus malus — прав. Злой умысел.
Domi sedet lanam ducit — Сидела дома, пряла шерсть (об образе жизни римской матроны).
Domina omnium scientiarum — Властительница всех наук, "Царица наук".
Dominium bonitarium — прав. Право пользования.
Dominus et deus noster sic fieri jubet — Так повелевает наш господин и бог (о приказе влиятельного или (иронически) слишком много о себе воображающего человека).
Dominus litis — прав. Распорядитель судебного процесса.
Don gratuit — Добровольный дар (подать духовенства государственной власти).
Donec eris felix, multos numerabis amicos — Счастлив пока ты будешь, друзей насчитаешь ты много.
Donum didacticum — Дидактический дар.
Draco dormiens nunquam titillandus — Никогда не щекочи спящего дракона.
Dramatis personae — Действующие лица:34.
Duae res longe sunt difficillimae — lexicon scribere et grammaticam — Два дела особенно трудны — это писать словарь и грамматику.
Dubia plus torquent mala — Мучительнее всего неизвестность.
Ducunt volentem fata, nolentem trahunt — Желающего [идти] судьба ведёт, не желающего — тащит.
Dulce est desipere in loco — Приятно вовремя (у места) подурачиться.
Dulce et decorum est pro patria mori — Приятно и почётно умереть за родину; Счастлива и благородна смерть за родину:34.
Dulce laudari a laudato viro — Приятна похвала достойного человека.
Dulcis fumus patriae — Сладок дым отечества.
Dum docemus, discimus — Пока учим, учимся.
Dum spiro spero — Пока дышу, надеюсь:34.
Dum vivimus vivamus — Пока живётся, будем жить.
Duo quum faciunt idem, non est idem — Когда двое делают то же самое, это уже не то же самое.
Duobus certantibus tertius gaudet — Когда двое дерутся, третий радуется:34.
Dura lex sed lex — Закон суров, но это закон:35.

## E
E pluribus unum — Из многих — единое; Единственный из многих:36.
Ea tempestate — В ту пору.
Eadem oberrare chorda — Ошибаться на той же струне (каждый раз на том же самом месте).
Ecce homo — Се человек:35.
Ecce spectaculum dignum, ad quod respiciat intentus operi suo Deus — Вот зрелище, достойное того, чтобы на него оглянулся Бог, созерцая своё творение (Сенека, «О провидении», II, 9).
Ede, bibi, lude — Ешь, пей, веселись.
Edictum perpetuum — Вечный наказ.
Edimus ut vivamus, non vivimus ut edamus — Мы едим, чтобы жить, а не живём, чтобы есть.
Edite, bibite, post mortem nulla voluptas — Ешьте, пейте — после смерти нет наслаждений.
Effectrix eloquentiae est audientium approbatio — Внимание слушателей создаёт красноречие.
Ego — Я:35.
Ego cogito ergo sum — Я мыслю, значит, я существую.
Ego sum rex Romanus et supra grammaticos — Я римский император и я выше грамматиков:178.
Ego ti intus et in cute novi — А тебя и без кожи, и в коже я знаю.
Ego versiculos feci, tulit alter honores — Я сложил стихи, а славу другой пожинает.
Eheu fugaces labuntur anni! — Увы, быстро проходят годы.
Ei incumbit probatio, qui dicit, non qui negat — Бремя доказательства лежит на том, кто утверждает, а не на том, кто отрицает.
Ejus est nolle qui potest velle — Кто имеет право желать, тот имеет и право отказаться.
Ejusdem farinae — Из той же муки, из одного теста (одного поля ягодки).
Ejusdem generis — Того же рода.
Elegantia juris — Юридическая тонкость.
Elephanti corio circumtentus est — Обтянут кожей слона (о человеке, которого ничем не проймёшь).
Eloquentia canina — Собачье красноречие (об острой и злой манере говорить).
Emere catullum in sacco — Покупать котёнка в мешке.
Emunctae naris homo — Тонкий человек (умная голова).
Ens a se — Сущее, являющееся таковым благодаря самому себе.
Ens causa sui — Быть причиной себя.
Ens cogitans — Существо мыслящее.
Ens rationis — Мыслимая вещь (сущность).
Ens reale — Реальная вещь (истинно сущее).
Ens realissimum — Наиреальнейшая сущность (бог в идеализме).
Entia metaphysica — Метафизическая сущность.
Epicuri de grege porcus — Поросёнок из стада Эпикура (о человеке, ведущем изнеженную жизнь и ценящем чувственные удовольствия).
Epistola non erubescit — Письмо не краснеет (проще обратиться с помощью письма).
Equo non credite Teucri — Не верьте Коню, Троянцы (употребляется в качестве предостережения).
Equus Troianus — Троянский конь (коварный подарок).
Ergo — Вследствие этого, поэтому, а потому, следовательно:36, итак.
Ergo bibamus — Итак, выпьем!
Erit sicut cadaver — Будет подобен трупу (неспособен проявлять собственной воли).
Errare humanum est, или Humanum errare est — Человеку свойственно ошибаться:36.
Errare humanum est sed stultum est in errore perseverare — Человеку свойственно ошибаться, но глупо упорствовать в ошибке.
Eruditio aspera optima est — Суровое воспитание — лучшее.
Est avis in dextra, melior quam quattuor extra — Птица в правой руке, лучше чем четыре вдалеке (лучше синица в руках, чем журавль в небе).
Est deus in nobis — Бог в нас.
Est modus in rebus — Есть мера в вещах (во всём нужно соблюдать меру); Есть мера вещей, всему есть предел:37.
Est quaedam flere voluptas — В слезах есть что-то от наслаждения.
Esse genus — Будьте любезны.
Esse, vivere, sentire — Существовать, жить, чувствовать.
Et alia — И так далее, и тому подобное.
Et cetera — И так далее, и прочее, и тому подобное:37.
Et fabula partem veri habet — И сказка не лишена правды.
Et fumus patriae dulcis — И дым отечества [нам] сладок.
Et gaudium et solatium in litteris — И радость, и утешение в науках.
Et hoc genus omne — И всё в этом же роде.
Et in Arcadia ego — И в Аркадии я (выражение непрочности счастья и огорчения при его утрате).
Et multa alia — И многое другое.
Et tu, Brute? — И ты, Брут?:37
Et premitur ratione animus vincique laborat — Разумом дух покорён и старается быть побеждённым.
Et propter vitam vivendi perdere causas — Ради жизни терять то, что является её смыслом.
Et quibusdam aliis — И ещё кое-кому (решительно всем).
Et semel emissum volat irrevocabile verbum — И, однажды выпущенное, улетает слово безвозвратно.
Etiam periere ruinae — Даже самые развалины погибли (полное и бесследное исчезновение чего-либо).
Etiamsi omnes ego non — Даже если все [отрекутся], я — нет.
Eventus docet — Событие учит.
Eventus stultorum magister est — Случай — наставник неразумного (задним умом крепок).
Ex abrupto — Внезапно, без подготовки, без предисловий:37.
Ex adverso — От противоположного; (доказательство) от противного:37.
Ex aequo — Равным образом, наравне, поровну.
Ex aequo et bono — По справедливости и по добру (а не по формальному закону):38.
Ex auditu — На слух.
Ex cathedra — С кафедры (то есть говорить нравоучительным тоном, авторитетно, непререкаемо):38.
Exclusa — Исключено.
Ex mero motu — По собственному почину; По собственному побуждению:39.
Exegi monumentum —  Название торжественного стиха «Я памятник воздвиг» из сборника О́ды (лат. Carmina) римского поэта Квинта Горация с рассуждением об основных достижениях своей жизни и своего творчества; в финале следует обращение к Мельпомене, музе трагедии, с призывом увенчать автора лавровым венком. Дало начало новому поэтическому жанру — «памятнику» и стало нарицательным.
Ex libris — Из книг (имярек):39.
Ex nihilo nihil fit — Из ничего ничто не происходит; Из ничего ничего не получится:40.
Ex nunc prout ex tunc — Отныне, а равно и впредь.
Ex officio — По должности, по обязанности:40.
Ex quo loco? — Откуда?
Ex ungue leonem — По когтям узнают льва.
Exceptio probat regulam in casibus non exceptis — Исключение подтверждает правило в не исключительных ситуациях.
Excitare fluctus in simpulo (см. Буря в стакане) — Поднимать бурю в ковшике.
Excudent alii spirantia mollius aera — Другие искуснее выкуют живые изваяния из бронзы (каждый должен заниматься своим делом).
Exempli gratia — Например:39.
Experimenta est optima rerum magistra — Опыт — лучший учитель:40.
Experimentum crucis — Опыт креста; Проба крестом, решающий опыт:40.
Extra omnes! — Все вон!

## F
Faber est suae quisque fortunae — Каждый сам кузнец своей судьбы.
Factum est factum — Что сделано, то сделано.
Fac fideli sis fidelis — Будь верен верному [тебе]:213.
Facta, non verba — Деяния, не слова.
Fallaces sunt rerum species — Не всё то, чем кажется / внешность обманчива.
Famam extendere factis — Славу приумножить делами.
Fas est et ab hoste doceri — Учиться нужно всегда, даже у врага; Учиться нужно и у врага:42.
Fatum — Судьба; Рок.
Falax species rerum — Наружность вещей обманчива.
Feci quod potui, faciant meliora potentes — Я сделал всё, что мог, кто может, пусть сделает лучше; Я сделал, что мог, кто может, пусть сделает лучше:42.
Fecit — Сделал (надпись на картинах после подписи).
Ferox verbis — Герой на словах.
Ferro et igni; Igni et ferro — Железом и огнём; Огнём и мечом:224.
Festina lente — Спеши медленно, не делай наспех, тише едешь — дальше будешь:43.
Fiat iustitia, et pereat mundus! — Пусть погибнет мир, но восторжествует правосудие!; Пусть свершится правосудие, хотя бы погиб мир:43.
Fiat lux! — Да будет свет!:43
Fiat Roma, et ubi illa nunc est? — Был Рим, и где теперь?
Fidei defensor — Защитник веры.
Fidelis et fortis — Верный и смелый:43.
Finis coronat opus — Конец — делу венец.
Finis sanctificat media — Цель оправдывает средства.
Fortis fortuna adiuvat (форма: Fortes fortuna adiuvat) — Храбрым судьба помогает.
Forum delicti — Место преступления:45.
Fortis imaginatio generat casum — Сильное воображение создаёт событие.
Fortuna caeca est — Фортуна слепа; Судьба слепа.
Fuimus Troes, fuit Ilium — Были мы троянцами, был Илион.
Furor Teutonicus — Тевтонская ярость.
Furtum manifestum — Явная кража.
Frustra fit per plura quod potest fieri per pauciora — Не преумножай сущности без необходимости.

## G
Gaudeamus igitur, juvenes dum sumus! — Будем веселиться, пока мы молоды!:45
Genius loci — Гений места:45.
Gratis — Бескорыстно; Даром; Бесплатно:45.
Gratias ago — Благодарю; Спасибо.
Gutta cavat lapidem <non vi sed saepe cadendo> — Капля долбит камень <не силой, но частым падением>:244.

## H
Habeas corpus — Должен иметь [с собой] тело; Пусть ты имеешь тело, пусть ты имеешь неприкосновенность:46.
Habemus Papam — У нас есть Папа.
Hannibal ante portas — Ганнибал у ворот! (указание на близкую опасность; Аналог враг у ворот):47.
Hic bibitur — Здесь пьют (фраза из книги Гаргантюа и Пантагрюэль Франсуа Рабле).
Heu quam est timendus qui mori tutus putat — Тот страшен, кто за благо почитает смерть.
Hic locus est ubi mors gaudet succurrere vitae — Вот место, где смерть радуется, помогая жизни.
Hic et nunc — Здесь и сейчас!:47
Hic portus salutis — Здесь спасительная гавань.
Hic Rhodus, hic salta — Здесь Родос — здесь прыгай.
Hic sunt dracones — Здесь водятся драконы.
Hic sunt leones — Здесь водятся львы.
Hoc fac et vinces — Делай так — и победишь.
Hoc volo, sic jubeo, sit pro ratione voluntas — Так я хочу, так я велю, и пусть доводом будет моя воля; Так хочу, так велю:48.
Hodie mihi, cras tibi — Сегодня мне, завтра тебе:258.
Homo homini lupus est — Человек человеку волк:49.
Homo proponit, sed Deus disponit — Человек предполагает, а Бог располагает:49.
Homo Sapiens non urinat in ventum — Человек разумный не мочится против ветра.
Homo sum, humani nihil a me alienum puto — Я человек, ничто человеческое мне не чуждо (Теренций):49.
Honores mutant mores, sed raro in meliores — Почести меняют нравы, но редко к лучшему:49.
Honoris causa — Ради почёта, за заслуги:50.
Horribile dictu — Страшно сказать:50.
Humanum errare est — Человеку свойственно ошибаться:36.

## I
Ibi semper est victoria, ubi concordia est — Там всегда есть победа, где есть согласие.
Ibi victoria, ubi concordia — Там победа, где согласие.
Ibidem — Там же:50.
Idem per idem — То же самое через же то же самое:273.
Id est — То есть:51.
In bono veritas — Истина в добре.
Iesus Nazarenus, Rex Iudaeorum — Иисус Назарянин, Царь Иудейский.
Igni et ferro — Огнём и железом:51.
Ignoramus et ignorabimus — Не знаем и не узнаем.
Ignorantia non excusat — Незнание не оправдывает или Ignorantia non est argumentum — незнание не довод.
Ignoratio elenchi — Подмена тезиса.
Ignorantia non est argumentum — Незнание — не довод.
Imago animi vultus est — Лицо — зеркало души:52.
Imperare sibi maximum imperium est — Власть над собой — высшая власть.
Imperatorem stantem mori oportet — Императору надлежит умереть стоя (Светоний Божественный Веспасиан).
In absentia — В отсутствие.
In angustiis amici apparent — Друзья познаются в беде.
In articulo mortis ─ При смерти; На смертном одре.
In camera — В кабинете.
In coena domini — За трапезой Господней.
In contumaciam — В ответ на упорство.
In corpore — В полном составе:53.
Indignus qui inter mala verba — Позорно жить среди сквернословия; Недостойный тот, кто живёт среди сквернословия.
In dubio pro reo — Сомнение толкуется в пользу обвиняемого.
In flagrante delicto — На месте преступления:286.
In foro scientiae — Перед судом науки.
Ingenium mala saepe movent — Талант нередко вызывается к жизни несчастьями.
In infinitum — До бесконечности.
In hoc signo vinces — Под этим знаменем ты победишь; Сим победиши, этим победиши:54.
Injuria realis — Оскорбление действием.
Injuria verbalis — Оскорбление словом.
Injuriam faclius fasias guam feras — Легко обидеть, тяжелее вытерпеть.
In memoriam — В память:55.
In nomine Patris, et Filii, et Spiritus Sancti, (amen) — Во имя Отца, и Сына, и Святого Духа, (аминь).
Innocens credit omni verbo — Невинный верит всякому слову (Соломон, Притчи, 14).
In partem salari — В награду за труды.
In perpetuum — Навсегда.
In pricipio erat verbum — В начале было слово.
In propria persona — Собственной персоной:56.
In propia causa nemo jundex — В собственном деле никто не может быть судьёй.
In rerum natura — В природе вещей:57.
In saecula saeculorum — Во веки веков:301.
In silico — В кремнии.
In situ — На месте, в наличии, в месте нахождения:57.
Inter alia — Помимо прочего.
Inter arma enim silent leges — Во время войны безмолвствуют законы.
Inter arma silent Musae — Когда говорят пушки, музы молчат; Когда гремит оружие, музы молчат:57.
Interdum lacriumae pondera vocis habent — Слезам подчас присуща сила слов.
In utero — В утробе; Во чреве (букв. В матке).
In vacuo — В вакууме.
Invia est in medicina via sine lingua latina — Непроходим в медицине путь без латинского языка.
Invia virtuti nulla est via — Для доблести нет непроходимых путей.
In vino veritas — Истина в вине:58.
Inutile terrae pondus — Бесполезное бремя земли.
Ipsa se velocitas implicat — Поспешность сама себя задерживает.
In vitro — В стекле, то есть, в пробирке.
In vivo — В живом, то есть, (опыт/наблюдение) на живых организмах.
Ipse dixit — Сам сказал:59.
Ipso facto — В силу самого факта; В силу очевидности, самим фактом, тем самым:59.
Iura novit curia — Суд знает законы.
Ira furor brevis est — Гнев — кратковременное безумие.
Ira odium generat, concordia nutrit amorem — Гнев рождает ненависть, согласие питает любовь.
Irreparabilium (iprepara rabilium) felix oblivio rerum — Счастлив, кто не умеет сожалеть о невозможном.
Is fecit cui prodest — Сделал тот, кому выгодно.
Iter facio ergo sum — Путешествую - значит, существую (Павел Густерин).

## J
Jamque opus exegi quod nec Jovis ira, nec ignis, nec poterit ferrum, nec edax abolere vetustas — Уже закончил произведение, которое не сможет уничтожить ни гнев, ни огонь, ни меч Юпитера, ни опустошающая старость.
Judex damnatur, cum nocens absolvitur — Судья, оправдывающий преступника, подлежит осуждению; Оправданный виновный — преступен судья.
Juris praecepta sunt haec: honeste vivere, alterum non laedere, suum cuique tribuere — Предписания закона сводятся к следующему: честно жить, не обижать других, каждому воздавать по заслугам:320.
Jus primae noctis — Право первой ночи:60.
Jus primae occupationis — Право первого захвата.
Jus sanguinis — Право крови.
Jus soli — Право земли.
Jus vitae ac necis — Право распоряжения жизнью и смертью.
Justitia regnorum fundamentum — Правосудие — основа государства.
Justum et tenacem propositi virum — Кто прав и твердо к цели идет (За правое дело стой смело).

## L
Labor omnia vincit — Труд побеждает всё:61.
Labor est etiam ipse voluptas — Труд уже сам по себе — наслаждение.
Lassata viris necdum satiata recessit — Ушла, утомлённая мужчинами, но всё ещё не удовлетворённая.
Laborare est orare — Труд есть молитва.
Lectori benevolo salutem, L.B.S. — Привет благосклонному читателю; Старинная формула авторского этикета.
Legum servi sumus ut liberi esse possimus — Мы — рабы законов, чтобы быть свободными.
Letum non omnia finit — Смертью не всё кончается; Смерть ещё не конец:333.
Legio nomen mihi est — Имя мне Легион.
Levis est labor omnis amanti — Для влюблённого любые трудности легки.
Lex specialis derogat generali — Специальный закон отменяет общий закон:63.
Lex posterior derogat legi priori — Последующий закон отменяет предыдущий.
Lex superior derogat legi inferiori — Высший по силе закон отменяет закон, низший по силе.
Lex talionis — Закон [равного] возмездия:334.
Liberum veto — Свободное вето:63.
Libro ultimo — В книге последней.
Licentia poetica — Поэтическая вольность:64.
Littera scripta manet — Написанная буква остаётся (аналог рукописи не горят, что написано пером — не вырубишь топором и т. п.):64.
Litterae humaniores — Словесные науки; художественная литература, классика:64.
Locus regit actum — Место [совершения сделки] определяет [форму совершения] сделки.
Lorem ipsum — (в английской и американской типографике: непереводимый заголовок любого текста, используемого для заполнения макета страницы):345.
Longa manus calami — Перо руку удлиняет.
Lege artis — По всем правилам искусства:62.
Lucri bonus est odor ex re qualibet — Запах прибыли приятен, от чего бы он ни исходил (см. также здесь: Non olet):340.
Lupus in fabilus — Волк в басне; Лёгок на помине:65.
Lupus non mordet lupum — Волк не кусает волка.
Lupus pilum mutat, non mentem — Волк меняет шерсть, а не натуру.
Lux in tenebris — Свет во тьме; Свет во мгле:65.
Lux ex tenebris — Свет из тьмы.

## M
Magna Europa est patria nostra — Великая Европа — это наше отечество. Политический лозунг панъевропейцев, в том числе панъевропейских националистов.
Magni nominis umbra — Тень великого имени:65.
Magnum opus — Великая работа или великое делание, используется в значении главный труд жизни; вершина творчества. В алхимии выражение magnum opus означало процесс получения философского камня.
Mala fides — «злая совесть».
Malum discordiae — Яблоко раздора.
Malum se ipsum devorat — Зло пожирает само себя.
Manifestum non eget probatione — Очевидное не нуждается в доказательстве:66.
Maniae infinitae sunt species — Разновидности безумия бесконечны (Авиценна).
Manus manum lavat — Рука руку моет:353.
Margaritas ante porcos — Бисер перед свиньями.
Matrimonium iustum — Законный брак.
Mea culpa — Моя вина:67.
Mea virtute me involvo — Доблестью моей облекаюсь. Девиз английского дворянского рода де Кловелли.
Medica mente non medicamentis  — Лечи умом, а не лекарствами
Medicus curat, natūra sanat — Врач лечит, природа излечивает:358.
Medius terminus — Средний термин — умозаключение, состоящее в нахождении взаимного соответствия (несоответствия) двух идей при помощи третьей. См. Термин.
Memento mori — Помни о смерти:68.
Memento vivere — Помни о жизни.
Memento quia pulvis es — Помни, что ты прах.
Mens sana in corpore sano — В здоровом теле здоровый дух.
Metri causa — По требованию метра; До́вод изменения слов в строке стиха.
Metus, dolor, mors ac formidines — Страх, боль, смерть и ужас.
Misericórdia — infirma — Милосердие — удел слабых.
Modus operandi — Образ действия, модель поведения; Способ действия:69.
Modus vivendi — Образ жизни, условия существования, временное соглашение:69.
More majorum — По обычаю предков:69.
Mortem effugere nemo potest — Смерти никто не избежит.
Multum vinum bibere — non diu vivere — Много пить — недолго жить.
Multi multa; Nemo omnia novit — Многие знают многое, никто не знает всё.
Multa paucis — Многое в немногих словах:380.
Mutatis mutandibus — С необходимыми изменениями.

## N
Nam vitiis nemo sine nascitur — Ведь никто не рождается без недостатков; Никто не рождается без недостатков, и на солнце есть пятна:70.
Natura abhorret vacuum — Природа не терпит пустоты:71.
Naturalia non sunt turpia — Естественное не безобразно.
Navigare necesse est, vivere non est necesse — Плыть необходимо, жить нет необходимости.
Naviget, haec summa est — Пусть плывёт, в этом всё.
Nec gemino bellum Trojanum orditur ab ovo — И не начинает рассказ о троянской войне с яйца близнецов.
Nec nostri saeculi est — Время не на нашей стороне (из письма Плиния к Траяну, где он советовал не преследовать христиан).
Nec Deus intersit — Пусть Бог не вмешивается.
Nec pluribus impar — Не равный многим (девиз Людовика XIV).
Nec sutor ultra crepidam — Не суди о том, чего не знаешь.
Nemo debet bis puniri pro uno delicto — Никто не должен быть дважды наказан за одно и то же преступление.
Nemo debet esse judex in propria causa — Никто не должен быть судьёй в своём собственном деле.
Nemo me impune lacessit — Никто не оскорбит меня безнаказанно.
Nemo omnia potest scire — Никто не может знать всё.
Nemo solus satis sapit — Один человек не может быть достаточно умным; Никто не бывает один достаточно умён; Ум хорошо — два лучше:72.
Ne sutor supra crepidam — [Пусть] сапожник судит не выше сапога.
Nihil admirari — Ничему не удивляйся.
Nihil habeo, nihil timeo — Ничего не имею, ничего не боюсь.
Nihil habeo, nihil curo — Ничего не имею, ни о чём не забочусь.
Nihil habenti nihil deest — У кого ничего нет, тому нечего терять; Ничего не имеющему нечего терять:73.
Nil aliud scit necessitas quam vincere — Необходимость не знает ничего, кроме как побеждать.
Nil inultum remanebit — Ничто не остаётся безнаказанным.
Nil sancti — Ничего святого.
Nil satis nisi optimum — Только лучшее достаточно хорошо.
Nolens volens — Волей-неволей:73.
Nomen est omen — Имя есть знак.
Nomen Nescio — Имя [автора] неизвестно.
Nomina sunt odiosa — Имена ненавистны (не стоит называть имён):74.
Non bis in idem — Не дважды за одно и то же:74.
Non curatur, qui curat — Не вылечивается тот, кто имеет заботы.
Non est necesse ut omnis qui clamas et inquietas beatos dicenda est qui dat gratias parvum vobis gaudium — Не стоит кричать всем, что вы счастливы — стоит сказать маленькое спасибо тому, кто дарит вам это счастье.
Non moritura — Не умирающий.
Non olet (см. Деньги не пахнут) — Не пахнет:423 (см. также здесь: Lucri bonus est odor ex re qualibet).
Non plus ultra — Не дальше пределов; дальше некуда (девиз Мелильи, автономного города Испании).
Non progredi est regredi — Не идти вперёд, значит, идти назад:75.
Non rex est lex, sed lex est rex — Не царь является законом, а закон — царём.
Non scholae, sed vitae discimus — Не для школы, для жизни учимся:76.
Non tam praeclarum est scire Latine, quam turpe nescire — Не столь почётно знать латынь, сколь позорно её не знать.
Non vi, sed arte — Не силой, но искусством.
Nosce te ipsum — Познай самого себя, заповедь Дельфийского оракула (больше всего популяризована Сократом):76.
Nota bene — Обрати внимание; Хорошо заметь:76.
Novus ordo seclorum — Порядок нового века.
Nullum crimen sine poena, nulla poena sine lege, nullum crimen sine poena legali — Нет преступления без наказания, нет наказания без закона, нет преступления без законного наказания.
Nusquam est qui ubique est — Кто везде, тот нигде.

## O
Occasio receptus difficiles habet — Удачный случай может не вернуться.
Oderint, dum metuant — Пусть ненавидят, лишь бы боялись:77.
Odi et amo — Ненавижу и люблю.
Omissa spe qui huc intrasti — Оставь надежду, всяк сюда входящий.
Omnia homini, dum vivit, speranda sunt — Пока человек жив, он на всё должен надеяться.
Omne vivum ex ovo — Всё живое из яйца:78.
Omnes una manet nox (или Manet omnes una nox) — Всех ожидает одна и та же ночь (Гораций, Оды, книга I, ода 28).
Omnes vulnerant, ultima necat — Каждый [час] ранит, последний убивает.
Omnia mea mecum porto — Всё своё ношу с собой:78.
Omnia mutantur, nihil interit — Всё меняется, но ничто не исчезает навсегда; Всё меняется, ничто не погибает:79.
Omnia orta cadunt — Всё рождённое обречено гибели.
Omnia praeclara rara — Всё прекрасное редко:79.
Omnia vincit amor et nos cedamus amori — Любовь побеждает все, так давайте покоримся любви. (Вергилий, Эклоги X.69)
Omnis homo mendax — Каждый человек — лжец.
Omnis ars imitatio est naturae — Всякое искусство есть подражание природе. (Сенека)
Omnium consensu — С общего согласия:79.
Ora et labora — Молись и трудись.
Orbis terrarum — Круг земной, земной шар:80 — обозначение известных римлянам стран мира (соотв. греческой ойкумене).
Ordo ab chao — Порядок из хаоса.
Osculum infame — Срамный поцелуй.
O sancta simplicitas — О, святая простота!:80
O tempora, o mores! — О времена, о нравы! (Цицерон):80.
Otia dant vitia — Праздность рождает пороки:80.
Otium post negotium — Отдых после работы.

## P
Pacta sunt servanda — Договоры должны соблюдаться; Договоры нужно соблюдать:81.
Panem et circenses — Хлеба и зрелищ (Ювенал):81.
Pater noster — Отче наш:82.
Pax optima rerum est — Мир — самая ценная вещь.
Pax mundi — Мир во всём мире.
Pecunia non olet — Деньги не пахнут.
Pecuniae oboediunt omnia — Деньгам всё повинуется.
Per angusta ad augusta — Из грязи в князи.
Per aspera ad astra — Через тернии к звёздам:83.
Per definitionem — по определению.
Per Iovem — [Именем] Юпитера (во имя Юпитера).
Periculum in mora — Опасность в промедлении:83.
Perpetuum mobile — Вечный двигатель:83.
Per se — Как таковое; Само по себе; По существу:84; В чистом виде.
Persona grata — Желательная персона:84.
Persona non grata — Нежелательная персона:84.
Persona suspecta — Подозрительная личность.
Personae dramatis — Действующие лица.
Pes sic tendatur ne lodix protereatur — По одёжке протягивай ножки.
Petitio principii — Требование основания, логическая ошибка, заключающаяся в том, что доказательство опирается на основание, само требующее доказательства:84.
Pictoribus atque poetis — [Дозволено] художникам и поэтам (начало 9-й строки «Искусства поэзии» Горация; то есть: они вольны изображать всё, что хотят и как им вздумается).
Pie Jesu Domine, dona eis requiem — Милосердный Господи Иисусе, даруй ему покой. См. Lacrimosa (реквием).
Plus ultra — Дальше предела; за пределы (национальный девиз Испании).
Poëma — loquens pictūra — Поэзия — говорящая живопись.
Poëtae nascuntur, oratōres fiunt — Поэтами рождаются, ораторами становятся.
Porta itineri longissima — Труден лишь первый шаг.
Post coitum omne animal triste est — После соития всякая тварь печальна.
Post factum — После факта; После сделанного:85.
Post hoc ergo propter hoc — После этого — значит, по причине этого:85 (см. также: Логическая ошибка).
Post hoc non est propter hoc — После этого — не значит, по причине этого:86.
Post mortem — После смерти, посмертный:86.
Post prandium stabis, post cenam ambulabis — После завтрака постоишь, после обеда погуляешь.
Post scriptum — После написанного:86.
Post tenebras lux — После мрака свет.
Potius sero quam nunquam — Лучше поздно, чем никогда.
Praemonitus praemunitus — Предупреждён — значит, вооружён.
Primo — Во-первых.
Primum non nocere — мед. Прежде всего не вредить:504; Не навреди.
Primus inter pares — Первый среди равных:87.
Pro forma — Формальный; Для формы; Ради формы, Для виду:88.
Pro pace — Во славу мира.
Pro patria mori — Умереть за родину:18.
Pro poena — В наказание.
Pro tempore — Временно:515.
Probatio minus plena — При недостаточности доказательства; на основании предложения.
Probatuum est — Испытано.
Procul este, profani — Прочь, непосвящённые.
Procul negotiis — Вдали от суеты.

## Q
Qua definitione — в силу определения; таким образом; по определению.
Quae medicamenta non sanat, ferrum sanat; Quae ferrum non sanat, ignis sanat. Quae vero ignis non sanat, insanabilia reputari oportet — Что не излечивают лекарства, то лечит железо, что железо не излечивает, то лечит огонь. Что даже огонь не лечит, то следует признать неизлечимым.:90.
Qualis artifex pereo! — Какой артист погибает!:90
Quantum satis — Сколько потребуется (достаточное количество):525.
Qui nimium probat, nihil probat. — Кто много доказывает, тот ничего не доказывает.
Qui non laborat, non manducet — Кто не трудится, да не ест (Второе послание к Фессалоникийцам апостола Павла, 3:10).
Qui non proficit deficit. — Кто не двигается вперёд, отстаёт; Кто не идёт вперёд, то идёт назад:91.
Qui pro quo — Одно вместо другого, путаница, недоразумение:91.
Qui scribit, bis legit — Кто пишет, тот дважды читает [тот лучше запоминает]:92.
Qui seminat mala, metet mala — Сеющий зло, зло пожнёт.
Qui sine pecato est? — Кто без греха? (см. Христос и грешница).
Qui ventum seminat, turbinem metet — Кто сеет ветер, пожнёт бурю.
Quid dubitas, ne faceris — В чём сомневаешься, того не делай.
Quid est veritas? — Что есть истина?.
Quid pro quo — Одно вместо другого, то за это (услуга за услугу).
Quid timeas? Caesarem vehis Caesarisque fortunam — Чего ты боишься? Ты везёшь Цезаря и его судьбу.
Quis? Quid? Ubi? Quibus auxiliis? Cur? Quomodo? Quando? — Кто? Что? Где? С чьей помощью? Для чего? Каким образом? Когда?
Quis custodiet ipsos custodes? — Кто устережёт самих сторожей?
Quo tendis? — Куда направляешься?
Quo vadis? — Куда идёшь?:93
Quod deus bene vertat — Да обратит Бог все во благо!.
Quod erat demonstrandum — Что и требовалось доказать:92.
Quod fert fortuna, fer! — Все, что судьба тебе приносит, переноси!
Quod gratis asseritur, gratis negatur — Что утверждается без доказательств, может быть отброшено без доказательств.
Quod licet Jovi, non licet bovi — Что дозволено Юпитеру, не дозволено быку:92.
Quod scripsi, scripsi — Что написал, то написал; Еже писах — писах.
Quot capita, tot sententiae — Сколько голов, столько и мнений:93.
Quo usque pro Roma ibis? — Как далеко вы зайдёте ради Рима? 

## R
Radices litterarum amarae sunt, fructus dulces — Корни наук горьки, плоды сладки.
Rara est [adeo] concordia formae atque pudicitiae — Красота и целомудрие редко встречаются [вместе].
Rebus sic stantibus — Неизменность обстоятельств (юридическая формула, выражающая международно-правовой обычай, в соответствии с которым существенное изменение обстоятельств по сравнению с имевшими место в момент заключения международного договора может служить основанием для прекращения действия такого договора или выхода из него).
Rectus — лог. Правильно; Верно.
Reddite quae sunt Caesaris Caesari, et quae sunt Dei Deo — воздайте кесарю кесарево, а Богу Богово.
Reductio ad absurdum — лог. Сведение к абсурду; Приведение к нелепости:94.
Regula certa datur: bene qui stat, non moveatur — Дано чёткое правило: кто хорошо стоит, тому не нужно двигаться.
Repetitio est mater studiorum — Повторение — мать учения.
Requiescat in pace — Да упокоится с миром; Пусть покоится в мире, мир праху твоему:95.
Requiem aeternam dona eis, Domine — Вечный покой даруй им, Господи.
Res Publica — Общее дело.
Respice finem — Предусматривай конец; Учти конец:96.
Respondeat superior — Отвечает старший.
Reti ventos venari — Сетью ловить ветер.
Rex regnat, sed non gubernat — Король царствует, но не управляет.
Roma invicta — Непокоренный Рим.
Roma locuta, causa finita — Рим высказался, дело закрыто; Рим высказался, и дело кончено:96.
Roma traditoribus non premia — Рим предателям не платит.

## S
Salus populi suprema lex — Благо народа — высший закон; Благо народа пусть будет высшим законом:96.
Sancta sanctorum — Святая святых:97.
Sapere aude — Решись быть мудрым.
Sapienti sat — Умному достаточно; Для понимающего достаточно:97.
Scientia potentia est — Знание — сила:98.
Scire leges non hoc est verba earum tenere, sed vim ac potestatem — Знание законов состоит не в том, чтобы помнить их слова, а в том, чтобы понимать их смысл.
Secundo — Во-вторых.
Sed alia tempora — Но [теперь] времена иные; Но времена переменились.
Sed semel insanivimus omnes — Однажды мы все бываем безумны.
Sede Vacante — При вакантном троне.
Sedia Gestatoria — Трон носимый.
Sed non quo ad hanc — Но не в применении к данному случаю.
Semper idem — Всегда один и тот же, всегда одно и тоже, всё то же; Всегда то же самое:98.
Semper in motu — Всегда в движении.
Semper fidelis — Всегда верен:98.
Senatus bestia, senatores boni viri — Сенат — зверь, сенаторы — добрые мужи (Цицерон).
Senatus Populusque Romanus (S.P.Q.R) — Сенат и народ Рима.
Sententia absolutoria — Оправдательный приговор.
Sero venientibus ossa — Опоздавшим — кости; Поздно приходящим [достаются] кости.
Serva me, servanto te — Выручи меня, а я выручу тебя.
Servus Servorum Dei — Слуга слуг Божьих.
Si parva licet componere magnis — Коль великое сравнивать с малым (Вергилий, Георгики, 4, 176); Если позволительно малое сравнивать с большим:101.
Si vales, bene est; Ego valeo (SVBEEV) — Если ты здоров, хорошо; Я здоров.
Si vis amari, ama! — Хочешь, чтобы тебя любили — люби!
Si vis pacem, para bellum — Хочешь мира, готовься к войне:101.
Si vis vincere, disce pati — Хочешь побеждать — учись терпению.
Sic! — Так:99.
Sic itur ad astra — Так идут к звёздам; Таков путь к звёздам:99.
Sic transit gloria mundi — Так проходит мирская слава:99.
Sic semper tyrannis — Так всегда [происходит] с тиранами.
Sic volo, sic jubeo! — Хочу и приказываю!
Silentium est aurum — Молчание — золото.
Silentium videtur confessio — Молчание равносильно признанию.
Similia similibus curantur — Подобное излечивается подобным; Подобное лечат подобным:100.
Sine causa — Без причин.
Sine cura — Без заботы:100.
Sine ira et studiо — Без гнева и пристрастия.
Sit tibi terra levis — Пусть земля тебе будет пухом; Да будет земля тебе легка:101.
Sitio — Жажду (Евангелие от Иоанна, 19:28).
Sola Scriptura — Только Писание.
Soli Deo gloria — Одному Богу слава.
Sol lucet omnibus — Солнце светит для всех.
Solum debilis mori debent — Только слабые должны умирать.
Solus cum sola, in loco remoto, non cogitabuntur orare «Pater noster» — О мужчине и женщине, встретившихся в уединённом месте, никто не подумает, что они читают «Отче наш»:42.
Status quo — Положение, в котором; Существующее положение:102.
Status quo ante bellum — Положение, существовавшее до войны.
Sub rosa — Под розой (тайно).
Sub specie aeternitatis — С точки зрения вечности.
Sudore et sanguine — Потом и кровью:103.
Sui generis — Единственный в своём роде; Своего рода, своеобразый:103.
Suis quaeque temporibus — Всему своё время.
Summa summarum — Сумма сумм (окончательный итог):103.
Supra nos Fortuna negotia curat — Минуя нас Судьба вершит дела.
Supremum vale — Последнее прости.
Sursum corda — Вознесём [свои] сердца.
Suum cuique — Каждому своё:104.

## T
Tabula rasa — Очищенная табличка, чистый лист, чистая дощечка:104 (о человеке, мало сведущем в какой-л. области).
Tacito consensu — С молчаливого согласия:105.
Tale quale — Таков, каков есть.
Te amo est verum — Люблю тебя — это истина.
Tempora mutantur et nos mutamur in illis — Времена меняются, и мы меняемся вместе с ними:645.
Tempus edax rerum — Время всё разрушает [всепожирающее время].
Tempus fugit — Время бежит.
Tempora labuntur, tacitisque senescimus annis — Время летит, и мы незаметно стареем.
Tertium non datur — Третьего не дано:106.
Terra incognita — Неизведанная земля; неизвестная земля, незнакомая область:106.
Terra nullius — Ничья земля.
Terminus post quem — не ранее; самое раннее (история, археология)
Testis unus — testis nullus — Один свидетель — не свидетель:106.
Timeo Danaos et dona ferentes — Боюсь данайцев и дары приносящих:106.
Toties quoties — Сколько бы раз это ни повторялось.
Totum revolutum — Полный сумбур.
Totus floreo — Всё цветёт.
Trahit sua quemque voluptas — Всякого влечёт своя страсть.
Tres faciunt collegium — Трое составляют коллегию:107.
Tres muliers faciunt nundias — Три женщины создают базар.

## U
Ubi bene, ibi patria — Где хорошо, там родина; Где хорошо, там и отечество:107.
Ubi concordia, ibi victoria — Где согласие, там победа:107.
Ubi culpa est ibi poena subbesse debet — Где есть вина, там должна быть и кара.
Ubi nil vales, ibi nil velis — Там, где ты ничего не можешь, там ты не должен ничего хотеть.
Ubi mel, ibi apes — Где мёд, там пчёлы.
Ubi mel, ibi fel — Где мёд, там и жёлчь.
Ubi pus, ibi incisio — Где гной, там разрез.
Ultima ratio — Последний решительный довод:108.

Ultra posse nemo obligatur — Никого нельзя обязать сверх его возможностей.
Una voce — Единогласно:108.
Unde venis? — Откуда идёшь?
Unum et idem — Одно и то же:108.
Unus pro omnibus, omnes pro uno — Один за всех, все за одного.
Urbi et Orbi — Городу и миру, всем, всем, всем, ко всеобщему сведению:108.
Usus est optimus magister — Опыт — лучший учитель.
Utile dulce miscere — Сочетать приятное с полезным, соединять приятное с полезным; Мешать приятное с полезным:109 (Гораций, «Искусство поэзии», 343).
Ut tensio sic vis — Каково удлинение, такова и сила.
Ut desint vires, tamen est laudanda voluntas — Пусть недостаёт сил, следует всё-таки похвалить за добрую волю; Пусть не хватает сил, всё же желание действовать заслуживает похвалы (Овидий):109.
Uti, non abuti — Употреблять, но не злоупотреблять.

## V
Vale — Прощай.
Vade retro, Satana — Изыди, сатана.
Vae victis — Горе побеждённым (Бренн):110.
Vanitas vanitatum et omnia vanitas — Суета сует и всё — суета:680.
Varietas delectat — Разнообразие приятно:110.
Veni, vidi, vici — Пришёл, увидел, победил.
Verba magistri — Слова учителя:686.
Verba volant, scripta manent — Слова улетают, написанное остаётся:110.
Verbatim — Дословно.
Veritas lux est, quae sensum vimque caritati tribuit — Истина — это свет, придающий любви смысл и ценность.
Verte — Переверни; Смотри на обороте:666.
Verum est quod pro salute fit mendacium — Ложь во спасение правде равносильна.
Veto — Запрещаю:111.
Versus — Против; В сравнении; По отношению:666.
Via est vita — Доро́га — это жизнь.
Viam supervadet vadens — Дорогу осилит идущий.
Vice versa — Наоборот; В обратном порядке:692.
Vide licet (Vide licet) — букв. Можно видеть; А именно; То есть:671.
Videre majus quiddam — Стремясь к чему-то большему.
Vince in bono malum — Победи зло добром.
Vinum — memoriae mors — Вино — смерть для памяти.
Vinum verba ministrat — Вино развязывает язык.
Viribus unitis — Объединёнными усилиями; Общими силами:698.
Vis unita fortior — Объединённые силы мощнее.
Vita brevis ars longa — Жизнь коротка — искусство долговечно:113.
Vita sine libertate, nihil — Жизнь без свободы — ничто:113.
Vita sine litteris mors est — Жизнь без науки — смерть.
Vitae sal — amicitia — Дружба — соль жизни.
Vivenda — Достопримечательности.
Vivere est cogitare — Жить — значит, мыслить.
Vi veri universum (veniversum) vivus vici — [Силой] истины я, живущий, покорил вселенную.
Volens nolens — Волей-неволей:114.
Volo ergo sum — Желаю, следовательно, существую.
Volo, non valeo — Хочу, но не могу:114.
Votum separatum — Мнение (голос) меньшинства.
Vox populi vox Dei — Глас народа — глас Божий:114.